# Обсади на Карс (1877)
Вижте пояснителната страница за други значения на Обсада на Карс.
Обсади на Карс са две операции на руските войски през май-юни и през октомври-ноември 1877 г., завършили с превземането на Карс и трайното му присъединяване към Руската империя. Провеждат се по време на Руско-турската война.

## Карска крепост
Карс е стар арменски град, разположен върху високо плато при река [Карс чай. След Кримската война (1853-1856) османските укрепителни съоръжения са преустроени и модернизирани под ръководството на английски военни инженери. В навечерието на войната са изградени като съвременна военна крепост. Съставена е от два кръга укрепителни съоръжения:
- вътрешния кръг се състои от градска цитадела и второстепенни укрепления из града;
- външния кръг има решаващо значение. Съставен е от укрепления по извънградските височини, разделени от дълбокото, тясно и скалисто дефиле на река Карс чай.

Укрепителните съоръжения са съставени от три групи:
- Първа, която охранява южната и югоизточната посока. Основните укрепления са Сувари, Канлъ, Февзи паша и Хефез паша;

- Карагадска, която охранява източната и североизточната посока. Основни укрепления са Зиарет, Карадаг и Араб табия;

- Трета, която охранява брега на реката и Чорахскхите височини. Основни укрепления са Мухлие, Чим, Чокмак, Тохмас и др.

Укрепленията от първата група и частично от втората са взаимосвързани със система от траншеи, ложименти и др. Крепостта е снабдена с продоволствие и боеприпаси за три месеца. Нейния гарнизон в навечерието на войната е от 25 000 до 30 000 офицери и войници и 303 оръдия с командир Хюсеин Хами паша.

## Обсади на Карс

### Първа обсада
Командващия на османските сили на Кавказкия фронт още в началото на военните действия изтегля главните си сили от Карс. Отбраната е поверена на малоброен гарнизон. Военния съвет на Действуващия руски корпус решава да бъде предприета обсада на Карс, като главните сили бъдат насочени към град Саганлук.
На 27 май две колони на корпуса започват обсадата. Обсадната линия от 54 км. и не е плътна. Продължително време е нерезултатна. На 3 юли военния съвет решава обсадата да бъде продължена от колоната на генерал-лейтенант Фьодор Девел, а колоната на генерал-лейтенант Василий Хейман да бъде насочена към Саганлук. От 9 юли настъпва значително отслабване на обсадните сили. След бой при град Зевин и последвалото отстъпление на колоната на генерал-лейтенант Василий Хейман, частите на Действуващия корпус на 28 юли прекратяват обсадата и се изтеглят на изходните позиции.

### Втора обсада
След Вторите боеве при Авлиар-Аладжакската позиция, руското командване възлага нова обсада на Карс на Обсаден отряд под общото командване на генерал-лейтенант Иван Лазарев. На 10 октомври сключва обсадната линия. Устроени са 13 обсадни батареи. На 24 октомври при устройването на една от тях е воден бой. В техния ход с изненадваща нощна атака е овладяно укреплението Хафиз паша, а на разсъмване е отстъпено. Налага се разбирането за овладяване на Карс чрез щурм и използване на нощни атаки. От 30 октомври обсадната артилерия започва системен артилерийски обстрел на крепостните съоръжения и града. Води се системно разузнаване на противниковите позиции. Планирана е обща атака със силите на от 32 000 офицери и войници и 122 оръдия, разделени на 7 колони, 3 конни групи, демонстриращи части и резерв. Щурмовите колони започват придвижване между 19:00 и 20:30 часа на 5 ноември. Около 21:00 часа противникът разкрива придвижването, но го преценява като обичайна разузнавателна операция.
Щурмът започва незабавно с мълниеносно превземане на укреплението Сувари. Упорити, кръвопролитни и продължителни са боевете с окопитилия се противник за укреплението Канлъ, което е превзето на другия ден. Укреплението Хафъз паша е превзето около 23:00 часа.
Успешно се развиват действията срещу Карадагската група укрепления. Решаващо е превземането на укрепленията Карадаг и Араб табия. Изгубилият основните си укрепления противник, около 8:00 часа на 6 ноември, прави опит да разкъса обсадата в района на третата група укрепления. Значителни османски части успяват да излязат извън обръча, но са принудени да се разпръснат на множество малки групи. Те са преследвани и пленени от руската конница.
До края на деня е овладян и целият град Карс. Към турските загуби са причислени и огромни складове с боеприпаси и продоволствие.
Обсадата и превземането при Карс е от победите на Действащия руски корпус на Кавказкия фронт с решително значение за хода на войната.
Договорът от Сан Стефано официално дава Карс на Русия и остава руско притежание до договорът от Брест-Литовск през Първата световна война.